# سيمون كولوسيمو
سيمون كولوسيمو (بالإنجليزية: Simon Colosimo)‏ هو لاعب كرة قدم أسترالي في مركز الوسط، ولد في 8 يناير 1979 في ملبورن في أستراليا. شارك مع منتخب أستراليا تحت 20 سنة لكرة القدم ومنتخب أستراليا تحت 23 سنة لكرة القدم ومنتخب أستراليا لكرة القدم. أما مع النوادي، فقد لعب مع رويال أنتويرب وسيدني إف سي وسيفاسبور ومانشستر سيتي ونادي برث غلوري ونادي جنوب ملبورن ونادي ديمبو ونادي ملبورن سيتي.

## وصلات خارجية
- سيمون كولوسيمو على موقع الاتحاد الدولي (مؤرشف)  (الإنجليزية)
- سيمون كولوسيمو على موقع اتحاد تركيا (لاعب) (الإنجليزية)
- سيمون كولوسيمو على موقع قاعدة بيانات كرة القدم.إي يو (الإنجليزية)
- سيمون كولوسيمو على موقع ناشيونال فوتبول تيمز (الإنجليزية)
- سيمون كولوسيمو على موقع Soccerway.com (الإنجليزية)
- سيمون كولوسيمو على موقع عالم كرة القدم.نت (الإنجليزية)
- سيمون كولوسيمو على موقع أوليمبيديا (الإنجليزية)
- سيمون كولوسيمو على موقع اللجنة الأولمبية الأسترالية (الإنجليزية)